# Hugo de Saint Omer
Hugo de Saint Omer (muerto en 1106) fue príncipe de Galilea y señor de Tiberíades desde 1101 hasta su muerte. Fauquembergues y Saint-Omer son dos ciudades situadas muy cerca una de otra, por eso a veces se le llama Hugo de Fauquembergues. Hugo y su familia, que iban a ganar fama en posteriores Cruzadas, eran los señores de ambas ciudades.

## Biografía
Hugo nació en Thérouanne, y acompañó a Balduino de Bolonia en la Primera Cruzada, llegando junto a él hasta Mesopotamia en 1098, donde fundaron el condado de Edesa. En Jerusalén en 1101, cuando a Tancredo de Hauteville se le confió la regencia del Principado de Antioquía, Hugo ocupó su título de príncipe de Galilea.
En 1102 auxilió al rey Balduino I de Jerusalén en su retirada después de la Batalla de Ramla. En 1106, Hugo fue capturado, junto a sus tropas, en una emboscada en territorio turco y fue ejecutado. Tuvo el mismo final que su sucesor, Gervasio de Bazoches.